# Serres & Battig
Il sistema Serres & Battig è un tipo di armamento utilizzato nella costruzione di linee ferroviarie e tranviarie. Alla fine dell'Ottocento fu impiegato in diverse linee tranviarie urbane dell'Impero austro-ungarico.
La sua caratteristica principale, rispetto al più noto sistema Vignoles, era quello di non prevedere traversine. Il binario poggiava sopra sostegni in metallo, o in legno, i quali erano incassati nella ghiaia della massicciata ed erano posizionati lungo tutta la lunghezza della rotaia. Una sbarra di metallo, posta di traverso ogni 2,10 metri, avrebbe tenuto insieme i sostegni delle due rotaie.
Il sistema apparentemente risultava più costoso del Vignoles in sede d'impianto, in quanto era necessario scavare dei solchi larghi almeno 35 cm lungo tutto il percorso della ferrovia, ma la convinzione principale per i costruttori era quella di abbassarne la spesa di manutenzione, dovuta principalmente al ricambio delle traversine.
In Italia, un esempio di utilizzo in larga scala del sistema si vide sulla tranvia Brescia-Mantova-Ostiglia nel 1882. In questo caso, le speranze di ridurre le spese di manutenzione furono velleitarie: ben presto furono necessari lavori per mantenere paralleli i sostegni e i binari. Agli inizi del Novecento l'intera linea fu progressivamente dotata di rotaie Vignoles.